# WHITE (倉田淳の戯曲)
『WHITE』（ほわいと）は、劇団スタジオライフによって制作された舞台作品。主に劇団の新人公演等の若手公演として上演される。作は倉田淳。演出は公演毎に劇団内で倉田淳、俳優、演出助手等が行っている。

## あらすじ
ある日、学校のマドンナを追って図書室へやってくる中学２年生の正治、岩波、坊の仲良し３人組。そこにはクラスに馴染めずいつもひとりでいる三角草太郎（みすみそうたろう）がいた。彼の愛読書は「星の王子さま」。正治が三角に話しかけるがまともに返事をして貰えず、イラつく正治を岩波が止めて"なぞなぞ"で和ませる。坊が探してきた"なぞなぞ"の本と思われた『白い本』はただの本ではなく、３人の妖精を召喚させてしまった。３人の妖精と図書室に閉じ込められてしまった４人と、巻き込まれたマドンナは、図書室の様々な物語の世界に迷い込んでいく。

## 登場人物
三角草太郎（みすみそうたろう）
人と上手く付き合えず、いつも授業をさぼって図書室で本を読んでいる。
正治（しょうじ）
三角草太郎のクラスメート。ガキ大将的な性格で、ひとめ惚れしたマドンナを勝手に「俺の女」呼ばわりしている。クラスで浮いている三角の存在が気になるがどうしたら良いかわからない。
岩波（いわなみ）
三角草太郎のクラスメート。本が好き。マドンナにひとめ惚れする。正治のいじめともとれる行為を注意できるマイペースな少年。
坊（ぼう）
三角草太郎のクラスメート。お寺の住職の息子。
マドンナ
三角草太郎の同級生であり、転校生ながら先生の手伝いや図書室の整理をする優等生。クラスでは「姫」と呼ばれている。
不良少女
三角草太郎の同級生。制服をロングスカートにした、戯曲が書かれた1988年代の典型的な不良少女として登場。
プレイボーイ
三角草太郎の同級生。都会育ちで自信たっぷりの男子生徒。
用務員
学生たちを見守る大人のひとり。割烹着を来て構内を清掃してまわっている。
ハクション（用務員にそっくりの妖精）
坊のクシャミで異次元の世界から出てきてしまう。ハクション大魔王の見習いで音楽を鳴らす事ができる。
教頭
学生たちを見守る大人のひとり。
ティンク（教頭にそっくりの妖精）
ハクションの音楽で出てきてしまう。本の妖精で活字になったものなら全て暗記している。
向井
荒々しい体育教師。竹刀を持ち歩いており、生徒たちを威嚇して指導する。
ウインディ（向井にそっくりの妖精）
ハクションとティンクを消そうと歌った曲で出てきてしまう。荒々しく何でも破壊してしまおうとするが、破壊の魔王の落ちこぼれなので・・・。
校長
学生たちを見守る大人のひとり。
長老（校長にそっくりの精霊）
「森は生きている」の世界に出てくる十二月の月の精たちの長。
桜子
三角草太郎たちの担任教師。学生たちに舐められまいと厳しい指導をしている。
バオバブ
我儘で自分勝手な悪魔。「白い本」を狙って結界を張り、学生たちを閉じ込めてしまう。結界により放り込まれた異空間の世界で、物語の登場人物となり「白い本」を奪おうと、学生たちに様々な試練を与えてくる。

## キャスト他

### 1988年
1/29～2/3　会場：シアターグリーン
- 脚本・演出- 倉田淳
- 出演

李廣魯・大久保アキラ・佐々木康仁・浜田マースケ・蘭丸陽一・稲田佳雄・桃井勝一・石山博士・原田和仁・松本淳一・河内喜一朗

### 1990年
4/3～4/8　会場：シアターモリエール、4/10～4/12　会場：横浜相鉄本多劇場
- 脚本・演出- 倉田淳
- 出演

平岡康司・松本淳一・井上和博・藤原啓児・SUNMATSU・佐藤淳一・西太・佐藤純・岸国広・山崎康一・長谷川浩一・澤圭一・佐藤正春・河内喜一朗・後藤哲夫（友情出演）

### 1996年
8/1～8/6　会場：ウエストエンドスタジオ
- 脚本・演出- 倉田淳
- ジュニア１新人公演
- 出演

及川健・大村浩司・玉城任・楢原秀佳・深山洋貴・山本芳樹　他

### 1997年
9/17～9/23　会場：ウエストエンドスタジオ
- 脚本・演出- 倉田淳
- ジュニア２新人公演
- 出演

及川健・大村浩司・玉城任・深山洋貴・林勇輔・江崎正明・瀧澤陽・竹原昭輝・曽世海児　他

### 1998年
9/23～9/30　会場：ウエストエンドスタジオ
- 脚本・監修- 倉田淳
- 演出：石飛幸治
- ジュニア３新人公演
- 出演

及川健・楢原秀佳・深山洋貴・曽世海児・岩﨑大・小林浩司・佐野考治・杉浦豊・高根研一・鶴田浩一・舟見和利他

### 2000年
10/7〜10/15　会場：恵比寿エコー劇場
- 作- 倉田淳
- 演出：倉本徹
- ジュニア４新人公演

### 2003年
7/25〜8/6　会場：ウエストエンドスタジオ
- 作- 倉田淳
- 演出：石飛幸治
- 出演

三角草太郎：奥田努（シングルキャスト）
正治：寺岡哲・川角一郎（ダブルキャスト）
岩波：佐野考治（牧島進一怪我休演による代役）・有島一騎（ダブルキャスト）
坊：小林浩司・篠田仁志（ダブルキャスト）
マドンナ：萬代慶太（シングルキャスト）
用務員/ハクション：前田倫良（シングルキャスト）
教頭/ティンク：下井顕太郎（シングルキャスト）
向井/ウインディ：小野健太郎・船戸慎士（ダブルキャスト）
桜子/バオバブ：日替わりシークレット

### 2006年
1/7〜1/17　会場：ウエストエンドスタジオ
- 作・監修- 倉田淳
- 演出：石飛幸治
- ダブルキャストチーム名 - 「ヤキソバパン」「コロッケパン」
- 出演

三角草太郎：荒木健太郎・松本慎也（ダブルキャスト）
正治：関戸博一・大沼亮吉（ダブルキャスト）
岩波：冨士亮太・仲原裕之（ダブルキャスト）
坊：大成功児・政宗（ダブルキャスト）
マドンナ：三上俊（シングルキャスト）
用務員/ハクション：佐野孝治・青木隆敏（ダブルキャスト）
教頭/ティンク：吉田隆太・宗村蔵人（ダブルキャスト）
向井/ウインディ：川崎佑介・牧島進一（ダブルキャスト）
桜子/バオバブ：林勇輔・石飛幸治（ダブルキャスト）

### 2007年
10/17〜10/22　会場：ウエストエンドスタジオ
- 作・監修- 倉田淳
- 演出：平河夏
- ダブルキャストチーム名 - 「スタンディング」「クラウチング」
- 出演

三角草太郎：緒方和也
正治：政宗・仲原裕之（ダブルキャスト）
岩波：神野明人・谷屋桃威（ダブルキャスト）
坊：石井昭裕・原田洋二郎（ダブルキャスト）
マドンナ：三上俊（シングルキャスト）
用務員/ハクション：荒木健太朗（シングルキャスト）
教頭/ティンク：冨士亮太（シングルキャスト）
向井/ウインディ：堀川剛史（シングルキャスト）
桜子/バオバブ：藤原啓児（シングルキャスト）

### 2010年
5/14〜5/24　会場：ウエストエンドスタジオ
- 作・演出- 倉田淳
- ダブルキャストチーム名 - 「２年Ｒ組」「２年Ｂ組」
- 出演[1]

三角草太郎：神野明人・松村泰一郎（ダブルキャスト）
正治：板倉武志・堀川剛史（ダブルキャスト）
岩波：平居正行（シングルキャスト）
坊：織田和晃・工藤 陸（ダブルキャスト）
マドンナ：鈴木智久（シングルキャスト）
プレイボーイ：日替わりゲストによる
用務員/ハクション：牧島進一（シングルキャスト）
教頭/ティンク：原田洋二郎（シングルキャスト）
向井/ウインディ：緒方和也（シングルキャスト）
桜子/バオバブ：奥田 努（シングルキャスト）

### 2015年
5/14〜5/24　会場：ウエストエンドスタジオ
- 作・演出- 倉田淳
- ダブルキャストチーム名 - 「２年Ｒ組」「２年Ｂ組」
- 出演[2]

三角草太郎：久保優二・田中俊裕（ダブルキャスト）
正治：鈴木翔音・千葉健玖（ダブルキャスト）
岩波：藤波瞬平・江口翔平（ダブルキャスト）
坊：澤井俊輝・若林健吾（ダブルキャスト）
マドンナ：宇佐見輝（シングルキャスト）
不良少女：吉野雄作（シングルキャスト）
用務員/ハクション：奥田勉（シングルキャスト）
教頭/ティンク：大村浩司（シングルキャスト）
向井/ウインディ：仲原裕之（シングルキャスト）
校長/教頭：藤原 啓児 or 倉本 徹（日替わり）
桜子/バオバブ：曽世海司（シングルキャスト）

### 2022年
6/10〜6/19　会場：ウエストエンドスタジオ
- 作・演出- 倉田淳
- ダブルキャストチーム名 - 「PURE」「A la carte」
- 出演[3]

三角草太郎：吉成奨人・松本慎也
正治：宮崎卓真・大村浩司
岩波：前木健太郎・楢原秀佳
坊：牛島祥太・船戸慎士
マドンナ：伊藤清之・神澤直也
不良少女：神澤直也・伊藤清之
プレイボーイ：今村康貴・前木健太郎
用務員/ハクション：楢原秀佳・吉成奨人
教頭/ティンク：船戸慎士・今村康貴
向井/ウインディ：大村浩司・牛島祥太
桜子/バオバブ：松本慎也・宮崎卓真